# シンシンシン! トンヨナラ
シンシンシン！ トンヨナラ（朝鮮語: 씽씽씽! 동요나라）は、大韓民国のSBSで放送されたテレビアニメシリーズ。

## 概要
『ハーボット』のアニメーション化作品で、ゲームと同じく「ハーボリオン」の宇宙人「ハーボット」というキャラクターが中心となっている。
ダウムとイエローフィルム（朝: 옐로우 필름）が原作となるゲームを韓国に輸入し、おのおの異なる教育サイトを運営していたシードキッズ（朝: 씨앗키즈）とセイハイキッズ（朝: 세이하이키즈）が、このアニメーションの原画を担当した。

### キャラクター名
ゲーム版からキャラクター名が変更されているキャラクターもあり、例としてサイボンは「パイオン（파이온）」、デンボンは「デリオン（데리온）」に変更されている。
- サイボン → パイオン (파이온)
- デンボン → デリオン (데리온)
- フーボン → クリオン (쿠리온)
- ダイボン → タイオン (타이온)

テンチョーは、そのまま「テンチョー（점장）」と翻訳された。 ハーボットもそのまま「ハーボット（하봇）」と翻訳されている。また、シューボンは、DVD2巻カバーにのみ登場している。

## 舞台

### 公園
ハーボリオンの宇宙人の子供たちが主に遊ぶ場所。野球場がある。

### 家
主に登場する家はハーボットの家で、秘密のアジトとしても使われる。その他のキャラクターの家もあるが、登場するエピソードは少ない。